# Otrubek
Otrubek (biał. Атрубак; ros. Отрубок) – wieś na Białorusi, w obwodzie witebskim, w rejonie dokszyckim, w sielsowiecie Krypule.

## Historia
W czasach zaborów gminie Parafianów, w powiecie wilejskim w guberni wileńskiej Imperium Rosyjskiego.
W dwudziestoleciu międzywojennym wieś (później kolonia) i folwark leżały w Polsce, w województwie wileńskim, w powiecie duniłowickim, od 1926 w powiecie dziśnieńskim, w gminie Parafianów.
Według Powszechnego Spisu Ludności z 1921 roku zamieszkiwało:
- wieś – 257 osób, 52 były wyznania rzymskokatolickiego a 205 prawosławnego. Jednocześnie 60 mieszkańców zadeklarowało polską a 197 białoruską przynależność narodową. Było tu 49 budynków mieszkalnych[4]. W 1931 w 58 domach zamieszkiwało 271 osób[5].
- folwark – 31 osób, wszystkie były wyznania rzymskokatolickiego i zadeklarowały polską przynależność narodową. Były tu 4 budynki mieszkalne[4]. W 1931 w 6 domach zamieszkiwało 30 osób[5].

Wierni należeli do parafii rzymskokatolickiej w Parafianowie i prawosławnej w Hnieździłowie. Miejscowość podlegała pod Sąd Grodzki w Dokszycach i Okręgowy w Wilnie; właściwy urząd pocztowy mieścił się w Parafianowie.